# Hopbeuk
Hopbeuk (Ostrya) is een plantengeslacht uit de berkenfamilie (Betulaceae). Het geslacht bevat bomen die voorkomen in de Verenigde Staten, Centraal-Amerika, Europa en Azië. Het zijn bladverliezende loofbomen die lijken op de bomen uit het geslacht Carpinus. Men kan deze onderscheiden aan de hand van de bladeren en de katjes:
- Dubbel gezaagde bladeren.
- Mannelijke katjes ontstaan reeds in de herfst en zijn neerhangend. Ze overwinteren naakt, zoals de katjes van de berk.
- Vrouwelijke katjes zijn rechtopstaand en omgeven door bracteeën (schutbladeren) die op die van de hop (Humulus lupulus) lijken en buisvormig zijn. Ze omhullen de vruchten.
- De scherpe zijknoppen zijn afstaand, bij Carpinus zijn ze aanliggend.
- De schors is ruw, bij Carpinus is deze glad.

Bekende soorten zijn:
- Amerikaanse hopbeuk (Ostrya virginiana);
- Europese hopbeuk (Ostrya carpinifolia), een boom die 10-20 meter hoog kan worden en in mei en juni bloeit;
- Japanse hopbeuk (Ostrya japonica).

De soorten kunnen het beste geplant worden in niet te vochtige, vruchtbare grond op een beschutte plaats in de zon.
De Nederlandse naam is afgeleid van "hop", omdat de katjes met zaad sprekend lijken op hopbellen, en "beuk", omdat de bladeren erg lijken op die van de beuk. Ostrya is afgeleid van het Oudgriekse woord ostrua, dat "boom met zeer hard hout" betekent.

## Fossiel voorkomen
Het pollen en de zaden van Ostrya zijn in Europa bekend uit het Neogeen en verschillende interglacialen van het Pleistoceen. Uit Nederland is het laatste optreden van het pollen bekend uit het Leerdaminterglaciaal. Daarna is Ostrya in de Lage Landen uitgestorven.